# Самур-Девечинская низменность
Самур-Девечинская низменность (Самур-Дивичинская низменность; азерб. Samur-Dəvəçi ovalığı) — низменность в Азербайджане, расположена между северо-восточными склонами Большого Кавказа и Каспийским морем. Северо-западное продолжение низменности простирается до Дагестана (Россия).

## География
Центральная и северо-западная части низменности наиболее широкие (25 км). Высота низменности вблизи гор достигает 200 м, а участки на берегу Каспийского моря находятся на 28 м ниже уровня Мирового океана. Низменность покрыта отложениями антропогена. Здесь имеются месторождения нефти, гальки и глины.
На низменности распространены лугово-лесные, болотисто-луговые, илисто-болотитсые, серые луговые, серо-бурые и др. почвы. Основные растения относятся к полупустынному и пустынному типам, имеются леса (дуб, граб и т.д.). Низменность является важным районом овощеводства, здесь выращиваются виноград и фрукты. Северо-западная прибрежная часть является зоной отдыха.
Главные реки в Самур-Девечинской низменности — Самур, Вельвеличай и др. Вдоль низменности проложен Самур-Апшеронский канал. Низменность также богата подземными запасами воды, отсюда проложен водопровод в Баку (Шолларская вода).

### Климат
Климат умеренно-тёплых полупустынь и сухих степей с засушливым летом. Средняя температура 0—3°С в январе и 20—25°С в июле. Годовое количество осадков составляет 200—400 мм. 